# بطولة فوكس الدولية 2011
بطولة فوكس الدولية 2011 هي بطولة كرة قدم ودية للمُنتخبات. شارك فيها منتخب كل من الأردن والكويت والسعودية والعراق. وقد نظمها الاتحاد الأردني لكرة القدم وبرعاية شركة فوكس أويل. أقيمت جميع المباريات على ستاد عمان الدولي في عمان في يوليو 2011.

## المنتخبات المشاركة
- العراق
- الكويت
- السعودية
- الأردن

## النتائج
|  | نصف النهائي  | نصف النهائي |   |              | النهائي       | النهائي |  |
|  |              |             |   |              |               |         |  |
|  | 13 يوليو     |             |   |              |               |         |  |
|  | الكويت       | 2           |   |              |               |         |  |
|  | العراق       | 0           |   |              |               |         |  |
|  |              |             |   |              |               |         |  |
|  |              |             |   |              | 16 يوليو      |         |  |
|  |              |             |   |              | الكويت        | 1       |  |
|  |              | السعودية    | 0 |              |               |         |  |
|  |              |             |   |              |               |         |  |
|  |              |             |   |              |               |         |  |
|  |              |             |   |              | المركز الثالث |         |  |
|  | 13 يوليو     | 13 يوليو    |   | 16 يوليو     | 16 يوليو      |         |  |
|  | الأردن (ركل) | 1 (4)       |   | الأردن (ركل) | 1 (5)         |         |  |
|  | السعودية     | 1 (5)       |   |              | العراق        | 1 (4)   |  |

## نصف النهائي
| الكويت             | 2–0   | العراق |
| ------------------ | ----- | ------ |
| عوض 66' · فاضل 84' | تقرير |        |

| الأردن                                      | 1–1 (ب.و.إ.) | السعودية                                  |
| ------------------------------------------- | ------------ | ----------------------------------------- |
| عبد الفتاح 10'                              | تقرير        | الشمراني 90+6'                            |
| ركلات الترجيح                               |              |                                           |
| - بني ياسين - ذيب - الدردور - حجي - الدميري | 3–4          | - نور - معاذ - الشهيل - هوساوي - الشمراني |

## مباراة تحديد المركز الثالث
| الأردن        | 1–1   | العراق   |
| ------------- | ----- | -------- |
| الدميري 5'    | تقرير | كريم 15' |
| ركلات الترجيح |       |          |
|               | 5–4   |          |

## النهائي
| الكويت     | 1–0   | السعودية |
| ---------- | ----- | -------- |
| المطوع 70' | تقرير |          |

| بطولة فوكس الدولية 2011 |
| ----------------------- |
| · الكويت · للمرة الأولى |

## الإحصائيات

### الهدافين
سجل اللاعبون 7 أهداف في 4 مباريات، بمعدل 1.75 هدف في المباراة الواحدة.
- فهد عوض
- حسين فاضل
- حسن عبد الفتاح
- محمد الدميري
- مصطفى كريم
- ناصر الشمراني
- بدر المطوع